# فرنسيسكو منديز
فرنسيسكو منديز (بالإسبانية: Francisco Méndez)‏ هو صحفي وشاعر غواتيمالي، ولد في 3 مايو 1907 في Joyabaj ‏ في غواتيمالا، وتوفي في 11 أبريل 1962 في غواتيمالا في غواتيمالا.